# Joris De Vos
Joris De Vos (Schoten, 13 december 1889 – Dendermonde, 4 november 1942) was een Belgisch senator voor de katholieke partij.

## Levensloop
De Vos promoveerde tot doctor in de rechten (1926) en werd griffier bij de rechtbank van Dendermonde.
In 1936 werd hij verkozen tot senator voor het arrondissement Sint-Niklaas-Dendermonde. Hij werd herverkozen in 1939 en bleef senator tot aan zijn overlijden in 1942. In 1940 werd hij ondervoorzitter van de Senaat en nam hij deel aan de buitengewone vergadering die plaats vond eind mei 1940 in Limoges. Hij ging vooral de geschiedenis in als raadsman van Arsène Goedertier, de hoofdverdachte in de beruchte diefstal in 1934 van twee panelen van het schilderij De aanbidding van het Lam Gods van de gebroeders Van Eyck. Omdat senator De Vos de laatste persoon was die met Goedertier had gesproken op diens sterfbed, werd hij er door de Duitse bezetter van verdacht de schuilplaats te kennen van het ene paneel dat nooit werd teruggevonden. De Vos overleed trouwens aan een hersentrombose de avond na een zware ondervraging door de nazi's, die naarstig op zoek waren naar het gestolen paneel.